# Kvarteret Svanen

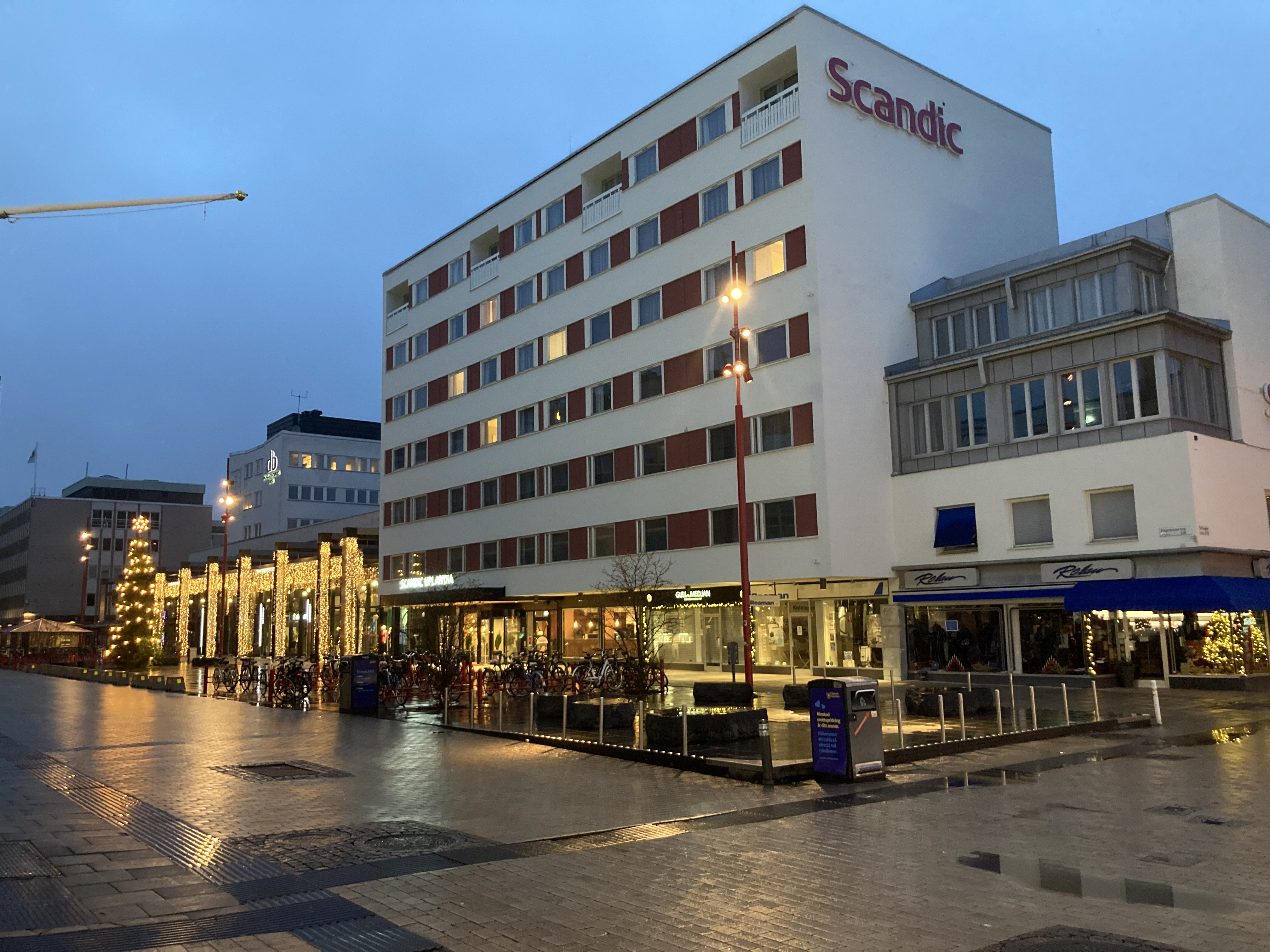
Kvarteret Svanen med Scandic Hotell i december 2020.

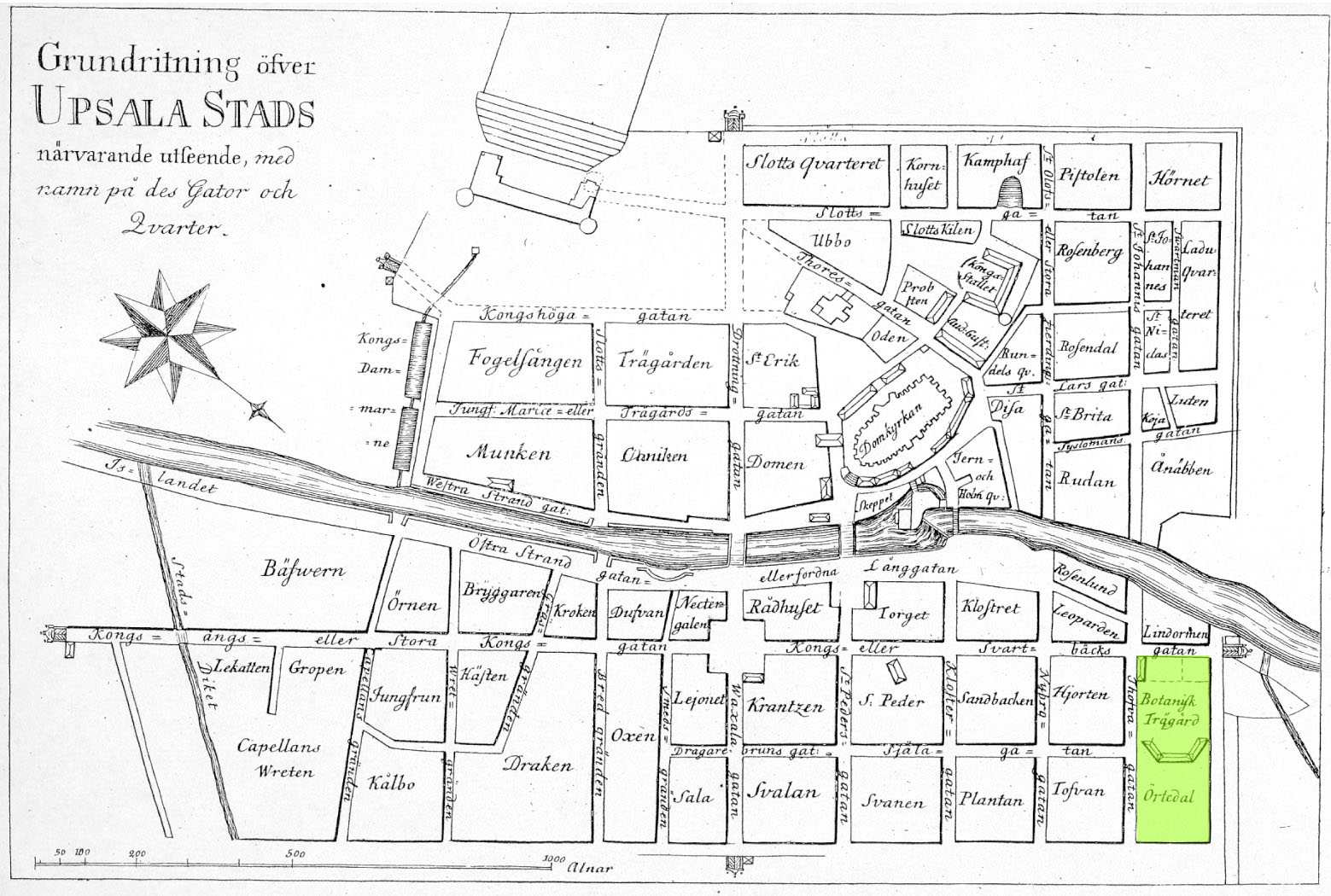
Karta över Uppsala år 1770 med Kvarteret Svan nedre kanten.

Kvarteret Svanen (tidigare Kvarteret Svan) är ett kvarter i centrala Uppsala. Kvarteret begränsas av Kungsgatan i öst, Klostergatan i norr, Dragarbrunnsgatan i väst och S:t Persgatan i syd. Kvarteret Svan fick sitt namn 1669 i samband med en uppmätning i Uppsala och låg då i stadens utkant. I kvarteret finns bland annat Galleria Dragarbrunn (i dagligt tal Dragarbrunnsgallerian), Upsala Nya Tidnings kontor och Scandic hotel Uplandia (tidigare Hotell Rullan). 
I kvarterets nordöstra hörn ligger ett bostadshus ritat av Uppsalas stadsarkitekt Carl Axel Ekholm år 1881 och uppfört 1884. Byggnaden är ritad i klassisk nyränessansk stil. En mycket snarlik byggnad uppfördes i av samma arkitekt i korsningen Vaksalagatan Väderkvarnsgatan. Kvarterets gårdshus uppfördes i trä år 1864 och är riktat ut mot Klostergatan. Byggnaden ägs idag av Bostadsföreningen Svanen, grundad 1982.
I maj 2006 genomförde Upplandsmuseet stora arkeologiska utgrävningar under kvarteret inför utbyggnaden av H-Centrum. Kvarlämningar från bebyggelse på området hittades i form av golvlager och nedgrävda stolpar. De äldsta lämningarna beräknas vara från 1200-talet och de yngsta från 1700-talet.